# Mesochorus rubranotatus
Mesochorus rubranotatus là một loài tò vò trong họ Ichneumonidae.